# 细链藻属
细链藻属（学名：Leptosira）为细链藻科的一个属。

## 下属物种
本属包括以下物种：
- 细链藻 Leptosira mediciana Borzï